# Нетшины
Нетшины — древний русский дворянский род, Рюриковичи.
Родоначальником был живший во второй половине XIV века Александр Юрьевич Нетша, согласно родословной легенде происхдивший из рода князей Смоленских. Согласно родословцу князя Вадбольского он был потомком смоленского князя Ростислава Мстиславича, внуком его сына Константина Ростиславича. Однако на хронологические проблемы этой родословной указал С. Б. Веселовский, отметив, что Константин был не сыном, а внуком Ростислава, а также на то, что между Ростиславом, который жил в XIII веке, и жившим, вероятно, во второй половине XIV века Александром Нетшей должно быть минимум 6 поколений, а не 3, как указано в родословной. В синодике Успенского собора, сделанной в первой четверти XVI века, при упоминаются в нисходящем порядке предки Семёна Плота (потомка Александра): «князь Константин, Александр, Дмитрий и т. д.», при этом опущено имя Фёдора, который в Бархатной книге, а первоначально, скорее всего, в Государевом родословце, превратился в Юрия. Веселовский предположил, что причиной подобного явления являются сбивчивые семейные предания о происхождении рода. Бархатная книга, описывая род Дмитриевых-Мамоновых, версии происхождения отбросила, начиная родословие с Александра..
По неясной причине потомки Александра Нетши утратили княжеское достоинство и были московскими дворянами. Потомки его сына Дмитрия Александровича назывались, как Нетшиными, так и Дмитриевыми. Первым достоверно известным лицом в роде является только его сын, Андрей Дмитриевич, который был боярином князя Ивана Андреевича Можайского.
Внук Александра Юрьевича Нетши, боярин Иван Дмитриевич, брат Андрея Дмитриевича, имел двух сыновей: окольничего Даниила и Дмитрия, от которых происходят дворяне Даниловы и Дмитриевы. Потомки Григория Андреевича Мамона, сына Андрея Дмитриевича, именовались Дмитриевыми-Мамоновыми, но потомки одного из его сыновей, Семёна Внука, усвоили родовое прозвание Внуковы.

## Известные представители
- Андрей Дмитриевич, боярин князя Ивана Андреевича Можайского
- Иван Дмитриевич — боярин
- Даниил Иванович — окольничий
- Григорий Андреевич Мамон — окольничий
- Семён Григорьевич Внук — воевода, родоначальник Внуковых
- Иван Григорьевич Меньшой Мамонов — посол в Крыму
- Иван Григорьевич Большой Мамонов — окольничий